# Yigoga gracilis
Yigoga gracilis là một loài bướm đêm trong họ Noctuidae.